# Venitus latreillei
Venitus latreillei is een krabbensoort uit de familie van de Macrophthalmidae. De wetenschappelijke naam van de soort is voor het eerst geldig gepubliceerd in 1822 door Desmarest.